# Brittiska F3-mästerskapet 2005
Brittiska F3-mästerskapet 2005 var ett race som kördes över 22 omgångar. Mästare blev portugisen Álvaro Parente.

## Delsegrare
| Bana           | Vinnare         | Vinnare         |
| -------------- | --------------- | --------------- |
| Donington Park | Danilo Dirani   | Danilo Dirani   |
| Spa            | Álvaro Parente  | Charlie Kimball |
| Croft          | Mike Conway     | Álvaro Parente  |
| Knockhill      | Álvaro Parente  | Álvaro Parente  |
| Thruxton       | Charlie Kimball | Charlie Kimball |
| Castle Combe   | Dan Clarke      | Álvaro Parente  |
| Monza          | Álvaro Parente  | Álvaro Parente  |
| Silverstone    | Álvaro Parente  | Álvaro Parente  |
| Nürburgring    | James Walker    | Álvaro Parente  |
| Mondello Park  | Álvaro Parente  | Steven Kane     |
| Silverstone    | Charlie Kimball | Charlie Kimball |

## Slutställning
| Plats | Förare             | Poäng |
| ----- | ------------------ | ----- |
| 1     | Álvaro Parente     | 289   |
| 2     | Charlie Kimball    | 246   |
| 3     | Mike Conway        | 192   |
| 4     | Marko Asmer        | 163   |
| 5     | Dan Clarke         | 160   |
| 6     | Danilo Dirani      | 150   |
| 7     | Christian Bakkerud | 124   |
| 8     | Ryan Lewis         | 121   |
| 9     | Steven Kane        | 97    |
| 10    | Bruno Senna        | 75    |